# José Donoso Yáñez
José Donoso Yáñez (25 de setembre de 1924 - 7 de desembre de 1996) fou un escriptor, professor i periodista xilè.
Va viure la major part de la seva vida a Xile, tot i que va passar molts anys a l'exili autoimposat a Mèxic, als Estats Units (Iowa) i sobretot a Espanya. A Barcelona, va viure al carrer de Corberes 18 de Vallvidrera. Tot i que havia sortit del seu país als anys seixanta per motius personals, a partir de 1973, va dir que el seu exili era també una forma de protesta contra la dictadura d'Augusto Pinochet. Va tornar a Xile el 1981 i va viure allí fins a la seva mort.
Donoso és l'autor d'una sèrie de contes i novel·les notables, que van contribuir en gran manera a l'auge de la literatura llatinoamericana. El terme boom va ser encunyat el 1972 en el seu assaig Historia personal del "boom". Les seves obres més conegudes són les novel·les Coronación, El lugar sin límites (de la qual se'n va fer una versió cinematogràfica) i El obsceno pájaro de la noche Les seves obres tracten de diversos temes, que inclouen la sexualitat, la duplicitat de la identitat, la psicologia, i un sentit de l'humor fosc.

## Obres

### Contes
- "The blue woman", 1950, en MSS, Princeton.
- "The Poisoned Pastries", 1951, en MSS, Princeton.
- "China", publicat en 1954 en l' Antología del nuevo cuento chileno i posteriorment inclòs als seus Cuentos (1971).
- Veraneo y otros cuentos, 1955. Conté set contes:
  - "Veraneo", "Tocayos", "Fiesta en grande", "El güero", "Dinamarquero", "Dos cartas" i "Una señora".
- Dos cuentos, 1956, editorial Vieja Guardia. Contiene "Ana María" i "El hombrecito".
- El charleston, 1960, Nascimento. Conté sis contes:
  - "El hombrecito", "Ana María", "El charlestón", "La puerta cerrada", "Paseo" i "Santelices".

### Novel·les
- Coronación (1957)
- Este domingo (1966)
- El lugar sin límites (1966)
- El obsceno pájaro de la noche (1970)
- Tres novelitas burguesas (1973). Contiene:
  - Chatanooga Choochoo, Átomo verde número cinco i Gaspard de la nuit.
- Casa de campo (1978)
- La misteriosa desaparición de la marquesita de Loria (1980)
- El jardín de al lado (1981)
- Cuatro para Delfina (1982). Contiene los textos:
  - Sueños de mala muerte, Los habitantes de una ruina inconclusa, El tiempo perdido i Jolie Madame.
- La desesperanza (1986)
- Taratuta/Naturaleza muerta con Cachimba (1990)
- Donde van a morir los elefantes (1996)
- El mocho (edición póstuma, 1997)
- Lagartija sin cola (edición póstuma, 2007)

### Memòries
- Historia personal del boom (1972).
- Conjeturas sobre la memoria de mi tribu (1996)

### Poesia
- Poemas de un novelista (1981)